# 秦雨屏
秦雨屏（1914年—？），男，中华人民共和国政治人物，曾任中共长沙市委书记，中共湖南省委秘书长、宣传部部长，湖南省爱国卫生运动委员会主任委员。